# リヴィウ歴史地区
リヴィウ歴史地区（ウクライナ語: Старе Місто Львова、ラテン文字転写: Stare Misto L’vova、ポーランド語: Stare Miasto we Lwowie）は、ウクライナリヴィウ州の都市リヴィウの歴史的中心部であり、1975年に国家歴史建築保護区として認定された。

## 概要
1998年より、国際連合教育科学文化機関（ユネスコ）は、リヴィウの300エーカーの歴史的中心部を「世界遺産」として登録している。1998年12月5日、日本の京都で開催された第22回世界遺産委員会において、リヴィウはユネスコの世界遺産リストに追加された。
リヴィウ歴史地区群の領域は、都市のルーシおよび中世部分の120haと、聖ゲオルギウスの丘にある聖ユーラ大聖堂の領域を包含する。歴史地区の境界によって定義される歴史的中心部の緩衝地帯は、約3000haである。
2022年ロシアのウクライナ侵攻で攻撃の被害を受けるなどを理由として、2023年の第45回世界遺産委員会で危機にさらされている世界遺産（危機遺産）リストに記載された。

### 登録基準
この世界遺産は世界遺産登録基準のうち、以下の条件を満たし、登録された（以下の基準は世界遺産センター公表の登録基準からの翻訳、引用である）。
- (2) ある期間を通じてまたはある文化圏において、建築、技術、記念碑的芸術、都市計画、景観デザインの発展に関し、人類の価値の重要な交流を示すもの。
- (5) ある文化（または複数の文化）を代表する伝統的集落、あるいは陸上ないし海上利用の際立った例。もしくは特に不可逆的な変化の中で存続が危ぶまれている人と環境の関わりあいの際立った例。

ユネスコは、具体的な選定理由を説明する以下の声明を発表した。
| ｢基準 (2): その都市構造と建築において、リヴィウは東ヨーロッパの建築的・芸術的伝統と、イタリアおよびドイツのそれらとの融合の傑出した例である。｣ |
| —text2 |

| ｢基準 (5): リヴィウの政治的・商業的役割は、異なる文化的・宗教的伝統を持つ多くの民族グループを引きつけ、彼らは都市内に分離していながらも相互依存的なコミュニティを確立した。その証拠は、現代の都市景観にも依然として見られる。｣ |
| —text2 |

## 主なランドマーク一覧

通り

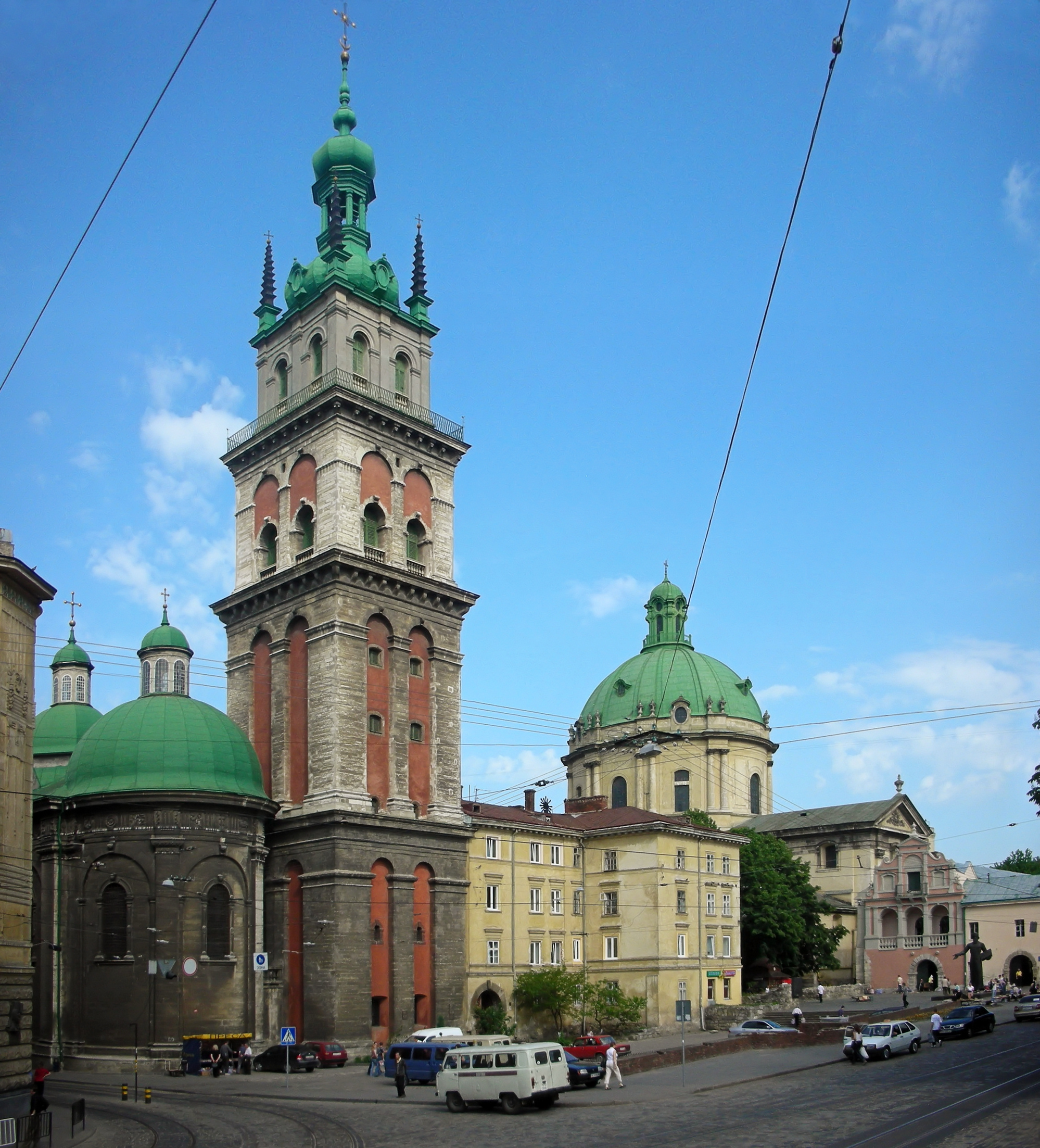
聖母被昇天教会群の中心となるのは、築400年のコルニアクト塔である。

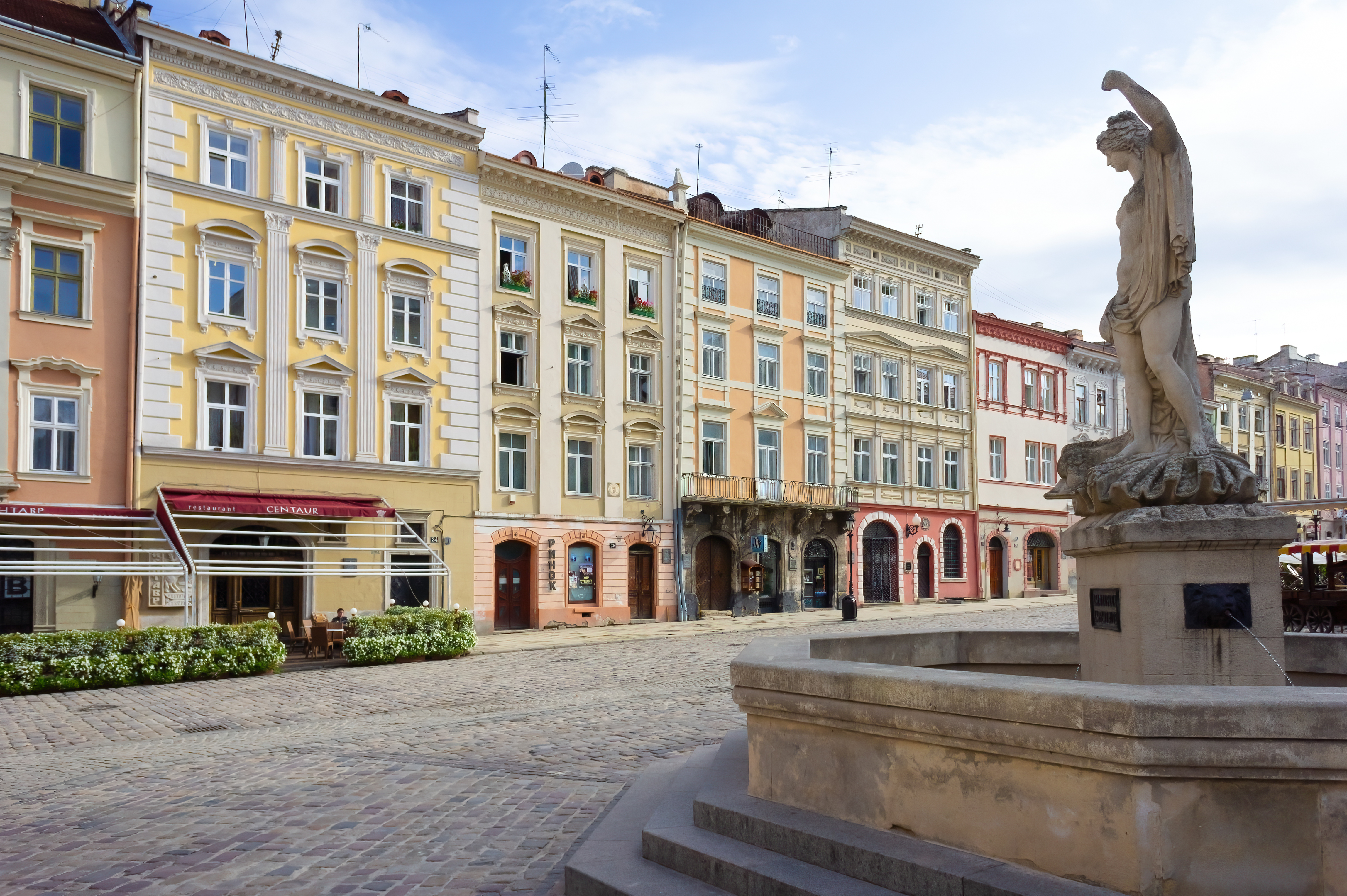
市場広場

3つの主要エリアの登録物件に加えて、旧市街地区内には約2,007のその他の歴史的建造物があり、そのうち214件は国家的なランドマークと見なされている。
ピドザムチェ（下城）
- リヴィウ高等城（英語版）と下城地区、都市の元の中心地であり、旧市場広場地区も含む。城は廃墟として保存されているが、都市のこの地域は一般的にその名でよく知られている。
- 聖ニコラス教会 (リヴィウ)（ウクライナ語版）、ハルィチナー（ルーシ）王の家族教会
- 聖パラスケヴァ・プラクセディア教会 (リヴィウ)（ウクライナ語版）（聖金曜日）、フョードル・センコヴィチによる1740年のイコノスタシスを収蔵
- 聖オヌフリウス教会とバシリアン修道院、ラザル・パスラフスキーとモデスト・ソセンコの作品を収蔵
- 聖ヨハネ教会（現在はリヴィウ古代遺物博物館（ウクライナ語版））、レオ王のハンガリー人妃コンスタンツァ（ベーラ4世の娘）に献堂
- 雪の聖母教会 (リヴィウ)（ウクライナ語版）（現在は永遠の助けの聖母教会）、都市のドイツ人植民者の教会

セレドミスチャ（中都市）
- ルィノク（市場）広場群、リヴィウ市庁舎（中央）とそれを取り囲む住宅の正方形の周囲を含む
- 聖母被昇天教会群、教会の他に三司教礼拝堂（ウクライナ語版）とコルニアクト塔を含む
- アルメニア人教会群、教会の他にアルメニア教会鐘楼 (リヴィウ)（ウクライナ語版）、聖クリストフォルスの柱 (リヴィウ)（ウクライナ語版）、旧アルメニア銀行 (リヴィウ)（ウクライナ語版）、アルメニア大司教宮殿 (リヴィウ)（ウクライナ語版）、ベネディクト会アルメニア人女子修道院 (リヴィウ)（ウクライナ語版）を含む
- ラテン大司教座聖堂群、聖マリア大聖堂の他にボイム礼拝堂とカンピアン礼拝堂（ウクライナ語版）を含む
- ベルナルド会修道院群（現在は聖アンドリュー教会）、大聖堂、修道院、鐘楼、円形建築物 (ベルナルド会修道院)（ウクライナ語版）、装飾的な柱廊 (ベルナルド会修道院)（ウクライナ語版）、防壁を含む
- イエズス会大聖堂とコレギウム群
- ドミニコ会教会群（現在は聖体礼拝教会）、教会の他に修道院と鐘楼を含む
- リヴィウ・オペラ・バレエ劇場
- 都市の要塞には、都市兵器庫、火薬塔 (リヴィウ)（ウクライナ語版）、旋盤工と綱作り職人の塔 (リヴィウ)（ウクライナ語版）、王立兵器庫 (リヴィウ)（ウクライナ語版）、下層防壁の稜堡 (リヴィウ)（ウクライナ語版）を含む
- ドニステル保険会社の家 (リヴィウ)（ウクライナ語版）

聖ユーラ（聖ゲオルギウス）竜退治教会
- 聖ユーラ大聖堂、大聖堂の他に府主教宮殿、参事会館 (聖ユーラ大聖堂)（ウクライナ語版）、鐘楼、2つの門（市場の門と都市の門）のある柵を含む

世界遺産の一部ではない旧市街のランドマーク
- 裸足のカルメル会教会（現在は聖ミカエル教会 (リヴィウ)（ウクライナ語版））
- 裸足のカルメル会修道院と教会（現在は清めの教会 (リヴィウ)（ウクライナ語版））
- 貧しいクララ会教会 (リヴィウ)（ウクライナ語版）（現在は聖なるバロック彫刻美術館）
- 聖マルティン教会 (リヴィウ)（ウクライナ語版）（現在はバプテスト教会）
- 変容教会
- 聖カジミール教会 (リヴィウ)（ウクライナ語版）
- 聖オリガ・聖エリザベス教会
- ポトツキ宮殿、現在はウクライナ大統領の公邸
- 商品取引所 (リヴィウ)（ウクライナ語版）